# Barometrisk højdeformel
 Der er for få eller ingen kildehenvisninger i denne artikel, hvilket er et problem. Du kan hjælpe ved at angive troværdige kilder til de påstande, som fremføres i artiklen.

 Denne artikel bør gennemlæses af en person med fagkendskab for at sikre den faglige korrekthed.

Den barometriske højdeformel viser lufttrykket som en funktion af højden over havet. 
{\displaystyle p(h)=p_{0}e^{-{\frac {Mg}{RT}}h}}
Hvor
- {\displaystyle p}: atmosfærisk tryk
- {\displaystyle p_{0}}: atmosfærisk tryk ved jordoverfladen
- {\displaystyle T}: absolut temperatur
- {\displaystyle h} = højde over jordoverfladen (eller højden over hvor {\displaystyle p_{0}}er målt)
- {\displaystyle R} = gaskonstanten
- {\displaystyle g} = tyngdeaccelerationen
- {\displaystyle M} = Luftens molmasse

I den nedre del af Jordens atmosfære aftager trykket tilnærmelsesvis eksponentielt med højden over havet. Det har man i mange år udnyttet, blandt andet til højdemåling af fly. Man har også kunnet købe apparater, der fortalte, i hvilken højde man befandt sig. Disse apparater indeholder et barometer og en mekanisme til omsætning fra tryk til højde. I dag er de ved at blive udkonkurreret af GPS-systemet.

## Betydning
Mange har oplevet en ændring i lufttryk. Den ene måde man kan opleve en ændring i lufttryk er ved at køre hurtigt ned ad en lang bakke i en bil. Den hurtige bevægelse mod højden af havoverfladen resulterer i at lufttrykket bliver større. Årsagen til at man får trykken for ørerne, er at de eustatiske rør mellem det indre øre og svælget ikke kan nå at udligne trykændringen, og der bliver derfor en trykforskel mellem de to sider af trommehinden.  Denne trykforskel kan gøre ondt og kan også sprænge ens trommehinder. Det kræver dog en større trykændring end den der forekommer, når man kører ned ad en bakke. Trykændringen når man lander i et fly er til gengæld større. Denne trykændring er hos nogle mennesker tilstrækkelig til at sprænge deres trommehinder. 
Lufttrykket er ligesom tryk i en væske bestemt af tyngdekraften på den luftmasse, der ligger ovenover. Lufttrykket er derfor højest ved havoverfladen.
Hvis man derimod bevæger sig den modsatte vej, altså højere op i forhold til havoverfladen, bliver lufttrykket lavere. Det kan opleves ved at gå tur i høje bjerge. Luftens lave iltindhold betyder at kroppen ikke får det oxygen den er vant til, og man vil derfor blive hurtigere udmattet.
Man kan ved flyvning drage nytte af det lave lufttryk i høje højder. Ved det lavere lufttryk er der også en lavere luftmodstand, hvilket betyder at et fly ikke skal bruge så meget energi, som hvis det fløj ved en lavere højde. 
Tryk i atmosfæren ved forskellige højder:
- 0 km: 1013 hPa
- 5 km: ca. 500 hPa
- 10 km: ca. 200 hPa
- 15 km: ca. 100 hPa
- 20 km: ca. 50 hPa

## Udledning
Formlen kan udledes ved antage, at atmosfærisk luft opfører sig som en idealgas, der er beskrevet ved idealgasligningen:
{\displaystyle nRT=pV}
hvor {\displaystyle V} er volumenet, og {\displaystyle n} er stofmængden. Ligningen kan omarrangeres:
{\displaystyle {\begin{aligned}{\frac {n}{V}}RT&=p\\{\frac {nM}{V}}{\frac {RT}{M}}&=p\\\rho {\frac {RT}{M}}&=p\\\rho &={\frac {M}{RT}}p\end{aligned}}}
hvor {\displaystyle M} er molmassen, og {\displaystyle \rho } er densiteten.
Når trykket bliver målt en infinitesimal afstand {\displaystyle dh} højere oppe, vil der være mindre masse {\displaystyle dm} over et areal {\displaystyle A}:
{\displaystyle dm=-\rho Adh}
Ved at dividere med arealet og gange med tyngdeaccelerationen kan den infinitesimale trykændring {\displaystyle dp} findes:
{\displaystyle dp=-\rho gdh}
Udtrykket for densiteten kan nu indsættes:
{\displaystyle dp=-{\frac {Mg}{RT}}pdh}
Denne differentialligning kan nu løses ved separation af de variable:
{\displaystyle {\begin{aligned}{\frac {1}{p}}dp&=-{\frac {Mg}{RT}}dh\\\int {\frac {1}{p}}dp&=-{\frac {Mg}{RT}}\int dh\\\ln p&=-{\frac {Mg}{RT}}h+C\\p(h)&=e^{C}e^{-{\frac {Mg}{RT}}h}\end{aligned}}}
hvor {\displaystyle C} er integrationskonstanten. Hvis trykket ved jordoverfladen kaldes {\displaystyle p_{0}}, set det, at:
{\displaystyle p(0)=e^{C}=p_{0}}
Dermed er den barometrisk højdeformel:
{\displaystyle p(h)=p_{0}e^{-{\frac {Mg}{RT}}h}}
Alternativt kan formlen omarrangeres til at udtrykke højden givet et bestemt tryk:
{\displaystyle h(p)={\frac {RT}{Mg}}\ln \left({\frac {p_{0}}{p}}\right)}
Det ses, at et lavere tryk er forbundet med en større højde.
Alternativt kan højdeformlen udledes vha. Boltzmann-fordelingen.